# Katolicka Szkoła Ludowa we Wrześni
Katolicka Szkoła Ludowa we Wrześni (niem. Katholische Volksschule in Wreschen) – pruska szkoła funkcjonująca we Wrześni, w czasie zaboru, do 1903. Budynek zlokalizowany był przy ul. Kościelnej, obecnie ul. Dzieci Wrzesińskich 13.

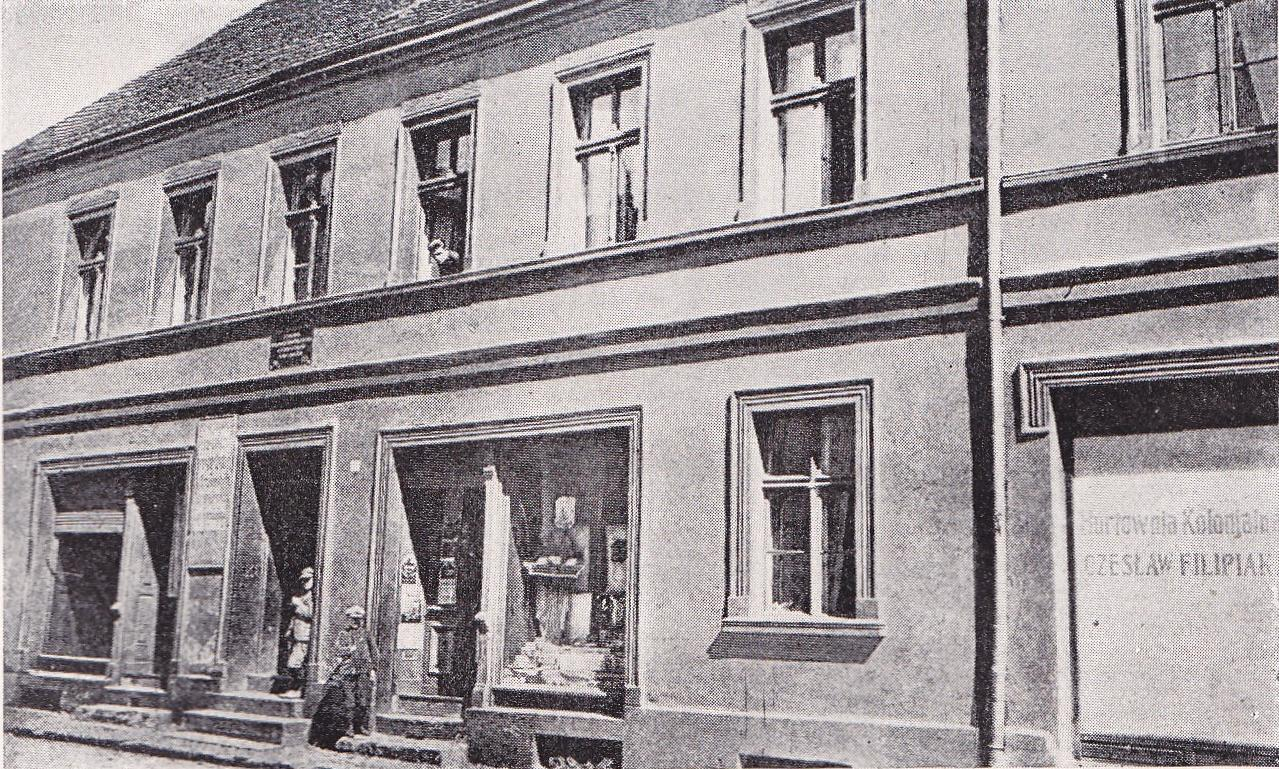
Budynek szkoły w latach II Rzeczypospolitej

## Budynek
Budynek, w którym funkcjonowała szkoła powstał około 1790. Był murowany, parterowy i podpiwniczony. Należał do rodziny Szalczyńskich. Po II rozbiorze Polski został zakupiony przez rząd pruski na cele oświatowe. W 1837 został rozbudowany z funduszy pochodzących z kar nałożonych na Polaków biorących udział w powstaniu listopadowym. W 1840 nadbudowano piętro. Piwnice wykorzystywano m.in. jako areszt. W szkole było 8 izb lekcyjnych.

## Szkoła
Szkoła miała charakter wyznaniowy, katolicki. Była szkołą podstawową (elementarną). Funkcjonowała w okresie zaboru pruskiego, do 1903. W latach 1842–1862 przy szkole prowadzona była tzw. klasa rektorska, w której w ciągu trzech lat przygotowywano młodzież wszystkich wyznań do III klasy gimnazjum. Szkołą kierował rektor. Do 1897 rektorami byli Polacy (ostatnim był Andrzej Jarosz), później wyłącznie Niemcy. Od 1887 w budynku odbywały się również zajęcia Rzemieślniczej Szkoły Dokształcającej (niem. Fortbildungsschule). W 1899 do szkoły uczęszczało 644 dzieci, z którymi pracowało 8 nauczycieli, dwa lata później 651 dzieci i 9 nauczycieli.
W latach 1901–1902 szkoła była miejscem strajku dzieci wrzesińskich – strajku uczniów skierowanego przeciw germanizacji, głównie przeciw modlitwie i nauce religii w języku niemieckim. Obejmował również protest rodziców przeciw biciu dzieci przez pruskie władze szkolne.
W 1902 rozpoczęto budowę nowego gmachu szkolnego, wówczas poza granicami miasta, przy obecnej ul. Szkolnej. Powstanie nowej placówki miało wspomóc wygaszanie strajku oraz rozwiązać problemy lokalowe związane z rosnącą liczbą uczniów. Otwarcie budynku 14 października 1903, w którym znalazła siedzibę  Katolicka Szkoła Powszechna, zakończyło funkcjonowanie Katolickiej Szkoły Ludowej we Wrześni.

## Dalsze dzieje budynku szkoły
Po zakończeniu działań II wojny światowej, 20 marca 1945 w budynku historycznej szkoły wznowiło działalność gimnazjum i Liceum im. Henryka Sienkiewicza (zajęcia odbywały się również w budynku szkolnym przy ul. Szkolnej). Od 1950, po wykwaterowaniu lokatorów, budynek służył jako bursa dla Publicznej Szkoły Dokształcającej Zawodowej (obecny Zespół Szkół Politechnicznych im. Bohaterów Monte Cassino).
W 1955 w jednej ze sal zorganizowano izbę pamiątkową z ekspozycją poświęconą strajkowi. Z okazji 60. rocznicy strajku 2 września 1961 ekspozycja została powiększona o kolejną salę. 29 maja 1966 otwarto w budynku Muzeum Regionalne im. Dzieci Wrzesińskich obejmujące pięć sal, z czego trzy ekspozycyjne oraz przeniesiono do niego siedzibę Powiatowej i Miejskiej Biblioteki Publicznej (obecnie Biblioteka Publiczna Miasta i Gminy Września). 10 września 1974 obiekt został wpisany do rejestru zabytków.
Na froncie budynku znajduje się tablica poświęcona Bohaterskim Dzieciom Wrzesińskim. Na ścianie od strony ul. ks. Jana Laskowskiego znajduje się tablica z 1981 poświęcona księdzu Janowi Laskowskiemu oraz ceramiczne kafle ze zdjęciami upamiętniającymi wizyty prezydentów Rzeczypospolitej Polskiej we Wrześni. Pod ścianą zlokalizowana jest także rzeźba przedstawiająca dzieci z Wrześni, wykonana na podstawie zdjęcia Ireneusza Zjeżdżałki, wykonanego w cyklu "Bez atelier" na 100. rocznicę strajku.  
Na skwerze przy ul. Jana Pawła II przylegającym do budynku historycznej szkoły 18 maja 2008 odsłonięto pomnik - ławeczkę Bronisławy Śmidowiczówny, przedstawiającą jedną z uczestniczek strajku.